# Stenborrmussla
Stenborrmussla (Hiatella gallicana) är en musselart som enligt Dyntaxa är reproducerande i Sverige.